# لسیرلین
لسیرلین که با نام‌های تجاری Dalmarelin ,Ovucron و Reproreline فروخته می‌شود، یک آگونیست هورمون آزادکننده گنادوتروپین کوتاه‌اثر (آگونیست GnRH) است که برای دامپزشکی در اروپا و اسرائیل استفاده می‌شود. این دارو یک آنالوگ GnRH و یک نوناپپتید مصنوعی است. لسیرلین در سال ۲۰۰۰ برای استفاده در دامپزشکی معرفی شد و به شکل نمک استات استفاده می‌شود.